# ガンダキ州
ガンダキ州（ガンダキしゅう、ネパール語: गण्डकी प्रदेश ガンダキ・プラデーシュ、英語: Gandaki Province）は、ネパール中部の州。憲法改正により2015年9月20日に設置された。2018年に第四州 (英語: Province No. 4) より改名された。州都はポカラ。2021年の人口は247万9745人で、全国の8.5%を占め、7州中6位。
面積は2万1504 km2で、全国の14.6%を占め、7州中3位。
人口密度は113.5人/km2。

## 人口
- 1981年6月22日：163万4000人
- 1991年6月22日：188万4000人
- 2001年5月28日：221万9000人
- 2011年6月22日：230万3000人
- 2021年11月11日：247万9745人

## 隣接州
- 北： チベット自治区
- 東 - 南： バグマティ州
- 南西 - 西： ルンビニ州
- 北西： カルナリ州

## 行政区画
以下の11郡から成る。
- カスキ郡
- ゴルカ郡
- シャンジャー郡
- タナフン郡
- ナワルプル郡（英語版）（旧ナワルパラーシ郡東部）
- バグルン郡（英語版）
- パルバト郡
- マナン郡（英語版）
- ミャグディ郡（英語版）
- ムスタン郡
- ラムジュン郡

## 主要都市
人口は2011年6月22日の値。
- ポカラ：26万4991人 (州都)
- レクナス（英語版）：5万9498人

## 交通
- ポカラ国際空港
- ポカラ空港
- ジョムソン空港
- バレワ空港（英語版）
- マナン空港（英語版）